# Cordia somaliensis
Cordia somaliensis là loài thực vật có hoa trong họ Mồ hôi. Loài này được Baker mô tả khoa học đầu tiên năm 1894.